# Zyklon in Mauritius 1892
Der Zyklon in Mauritius 1892 forderte 1200 Todesopfer und zerstörte große Teile der Insel.

## Der Sturm
Mauritius wird häufig von Wirbelstürmen heimgesucht (siehe Zyklone in Mauritius). Der Zyklon, der am 29. April 1892 die Insel verwüstete, war jedoch ungewöhnlich stark und richtete riesige Schäden an. 1200 Menschen starben, 50.000 wurden obdachlos. Insbesondere der Westen der Insel um die Hauptstadt Port Louis war von den Verwüstungen betroffen. Selbst massive Steinbauten konnten dem Winddruck nicht standhalten. In der Spitze wurden Windgeschwindigkeiten von über 120 Meilen/Stunde (192 km/h) gemessen.

## Gedenken
Eine Reihe von Denkmälern erinnert an die Opfer des Sturmes. In der Hauptstadt Port Louis steht das monument erected in memory of the dead of 1892 cyclone vor dem Westfriedhof der Stadt. Das Denkmal, ein monumentaler Obelisk steht seit 1968 unter Denkmalschutz.
Ein gleichartiges Denkmal befindet sich auf dem Bois Marchand Cemetery in Terre Rouge an der Autobahn Richtung Pamplemousses. Das Kenotaph in Form eines Obelisken wurde in Anwesenheit von Gouverneur Hubert Jerningham eingeweiht und erinnert an die Opfer des Sturms.